# 渡辺利雄
渡辺 利雄（わたなべ としお、1935年10月1日 - 2020年1月10日）は、日本のアメリカ文学者。東京大学名誉教授。

## 略歴
台湾新竹市生まれ。新潟県出身。1958年東京大学文学部英文科卒業、東京大学大学院修士課程修了、中央大学講師、助教授、1969年東京工業大学助教授、1972年東京大学英文科助教授、1987年教授、1996年定年退官後、日本女子大学教授。
徹底してOEDを引かせる授業で知られた。英語教育には、文学作品の講読が最良の方法だと主張してた。2007年、研究の集大成『講義アメリカ文学史』全3巻を刊行。
2020年1月10日、急性骨髄性白血病のため死去。84歳没。

## 著書
- 『フランクリンとアメリカ文学』研究社選書 1980
- 『英語を学ぶ大学生と教える教師に これでいいのか?英語教育と文学研究』研究社 2001
- 『講義 アメリカ文学史』全3巻 研究社 2007 東京大学文学部英文科講義録
- 『講義 アメリカ文学史　補遺版』研究社 2009
- 『講義 アメリカ文学史　入門編』研究社 2011
- 『アメリカ文学に触発された日本の小説』研究社 2014

### 翻訳
- 『フランクリン自伝』-「世界の名著 フランクリン」中央公論社 1970。改訂版・中公クラシックス 2004
- 『マーク・トウェイン自伝　アメリカ古典文庫 6』研究社出版 1975
- ジョン・ドス・パソス『U.S.A』（第1部・全2巻のみ） 平野信行・島田太郎共訳、岩波文庫 1977-78
- マーク・トウェイン『ハックルベリー・フィンの冒険』「世界文学全集 54」集英社 1980
- 『クレヴクール　アメリカ古典文庫 2』共訳・解説、研究社出版 1982
- ノーマン・マクリーン『マクリーンの川』集英社 1993、集英社文庫 1999
- ノーマン・マクリーン『マクリーンの森』集英社 1994

## 退官記念論集
- 『読み直すアメリカ文学』研究社出版 1996

## 参考
- 『現代日本人名録』2002年